# Ulica Księdza Pułkownika Wilhelma Kubsza w Wodzisławiu Śląskim
Ulica Księdza Pułkownika Wilhelma Kubsza w Wodzisławiu Śląskim – ulica, o historii sięgającej czasów średniowiecznych. Początkowo stanowiła plac zamkowy (rok 1810), następnie rozbudowana do nowo wybudowanego dworca kolejowego. Od tej pory pełniła ważną funkcję połączenia rynku z dworcem – ówczesna jej nazwa to Bahnhof-Strasse (niem. ulica Dworcowa). W czasie II wojny światowej nosiła nazwę Adolf Hitler Strasse (pl. ulica Adolfa Hitlera). W okresie PRL przywrócono nazwę Dworcowa, ale straciła na znaczeniu, wskutek budowy nowych dróg łączących miasto ze stacją kolejową. Nadal nosiła ona (wówczas już w języku polskim) nazwę Dworcowej, ciągnąc się od rynku ku skrzyżowaniu z ul. Rybnicką. W roku 1988 decyzją Miejskiej Rady Narodowej zmieniono nazwę ul. Dworcowej na ul. Księdza Pułkownika Wilhelma Kubsza, która obecnie zmieniła kształt i biegnie od Rynku do ronda przy DK 78 na skrzyżowaniu ulic Jastrzębskiej i Wincentego Witosa. Długość tej ulicy w przybliżeniu wynosi 665 m.
Dziś ul. Kubsza w Wodzisławiu pełni funkcję deptaku od Rynku do Placu Gladbeck oraz głównego ciągu pieszo-jezdnego z centrum miasta. Ulica pełni funkcję handlowo-usługową, znajdują się przy niej wodzisławski Pałac, gdzie siedzibę ma muzeum miejskie, nieco dalej znajduje się też Wodzisławskie Centrum Kultury.

## Galeria

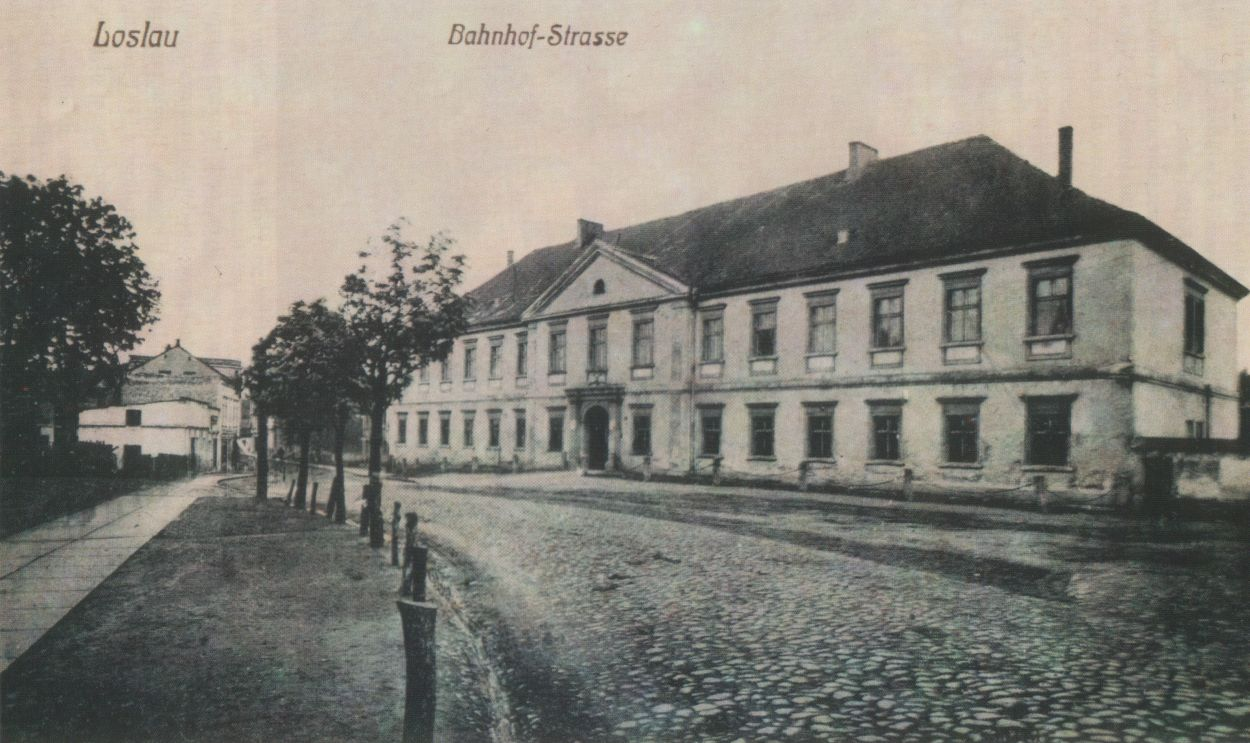
Ulica Dworcowa w Wodzisławiu w roku 1909. Obecnie ulica Księdza Pułkownika Wilchelma Kubsza.
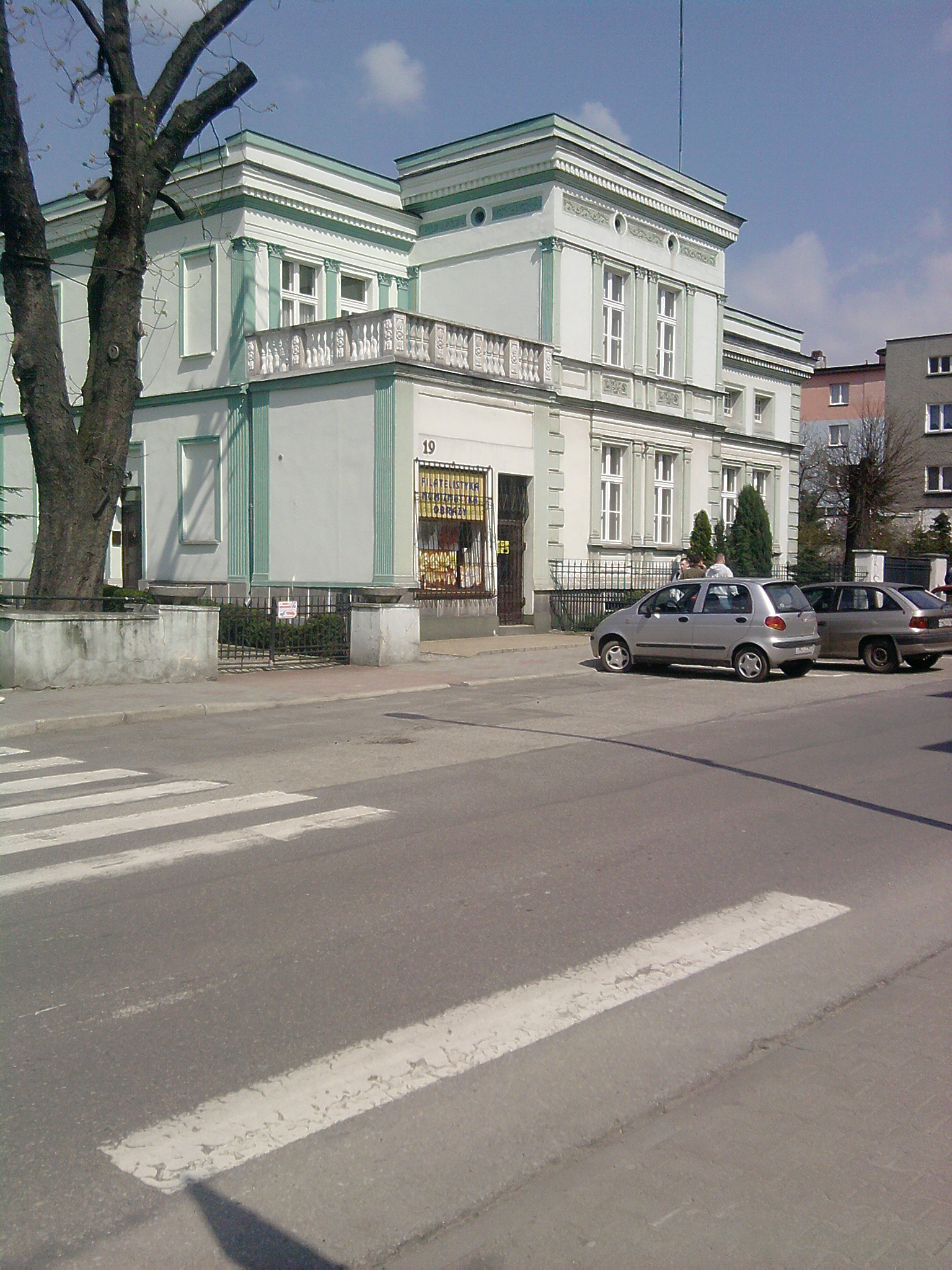
Zabytkowa Kamienica z końca XIX w. przy ul. Kubsza
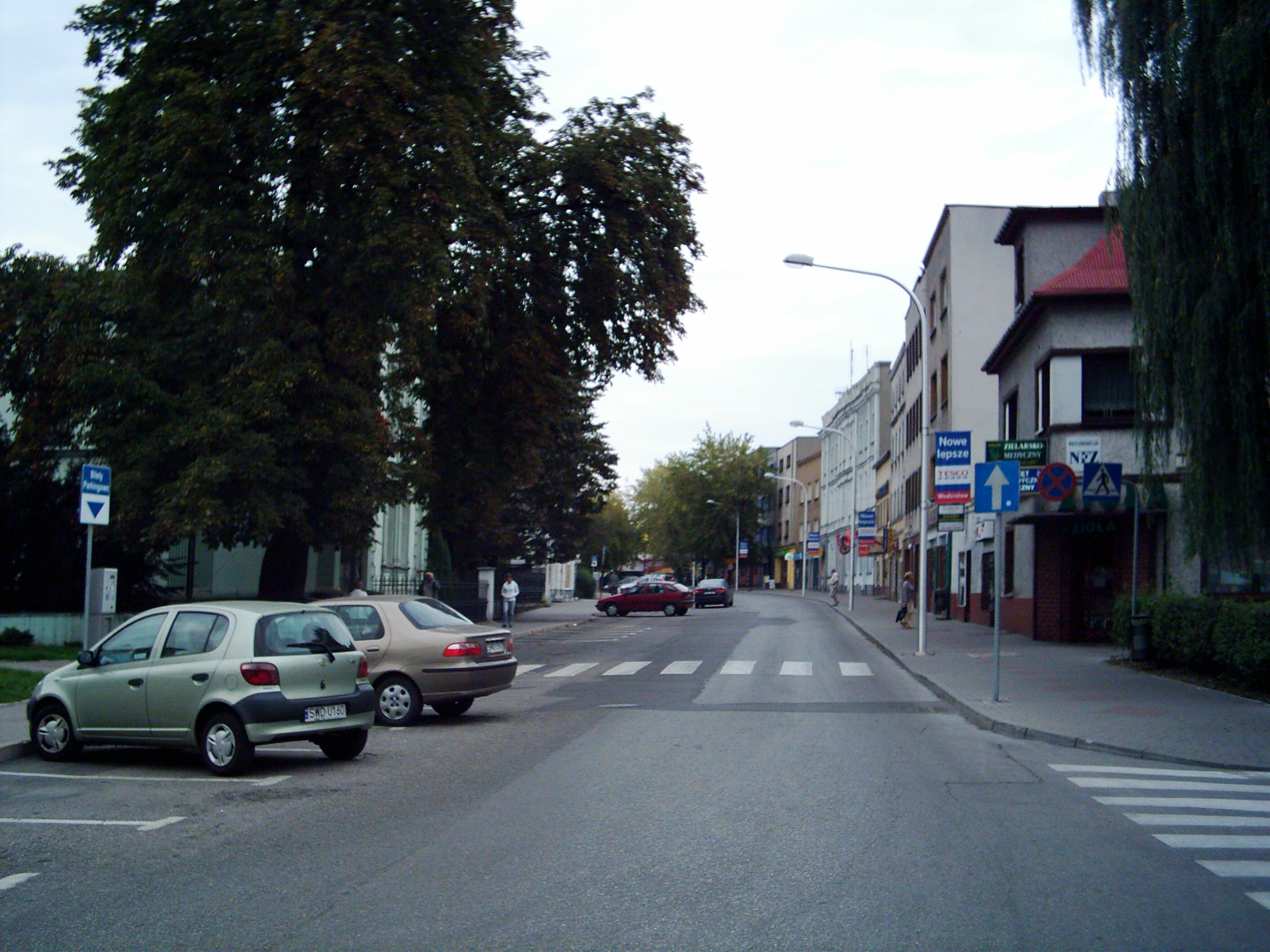
Ulica Kubsza w Wodzisławiu-widok obecny. Zdjęcie od strony Placu Gladbeck - od tego miejsca ulica jest włączona do ruchu.
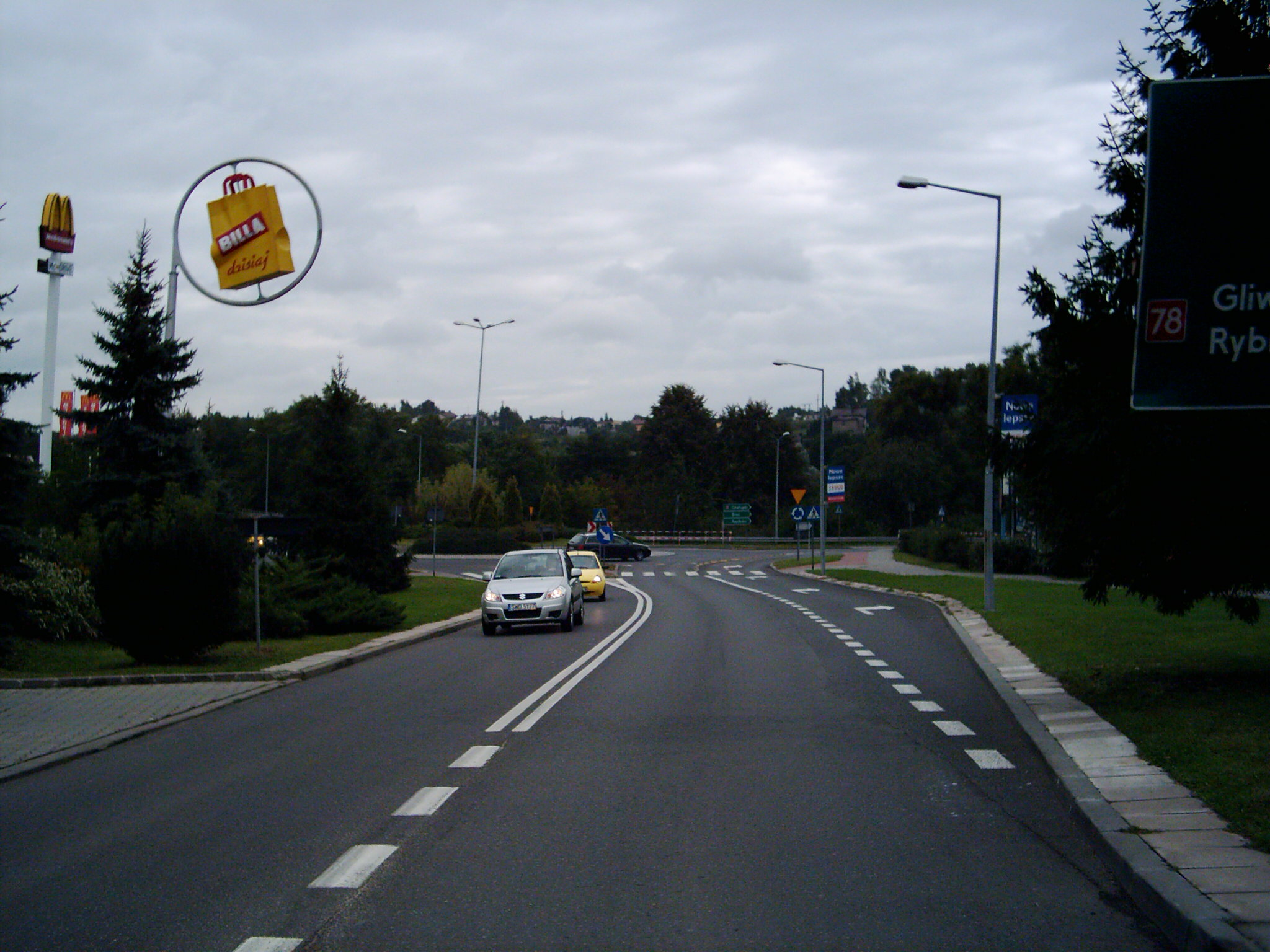
ul. W Kubsza. Widok w kierunku Ronda na ul. W. Witosa

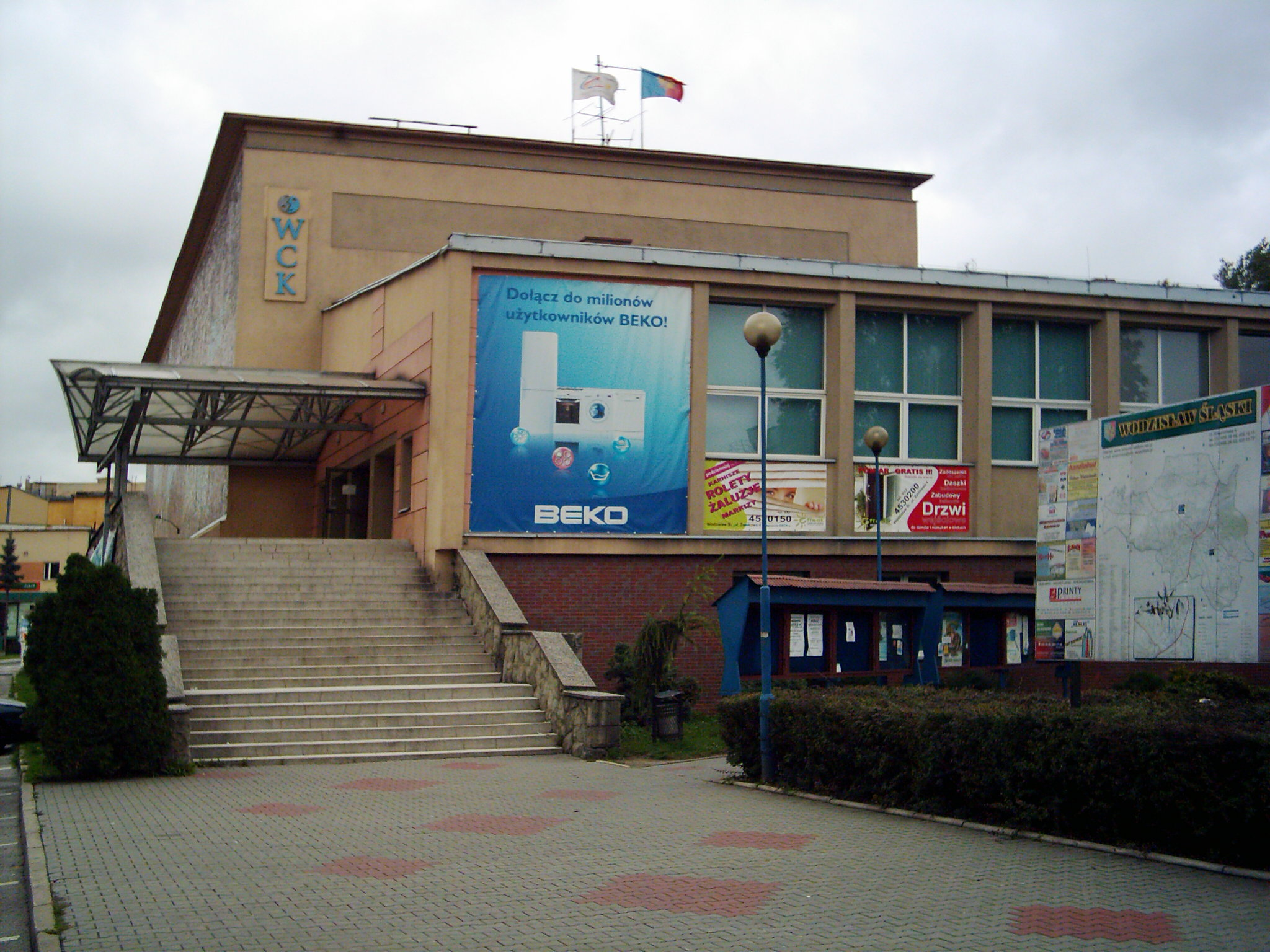
Wodzisławskie Centrum Kultury w Wodzisławiu Śląskim przy ulicy Kubsza
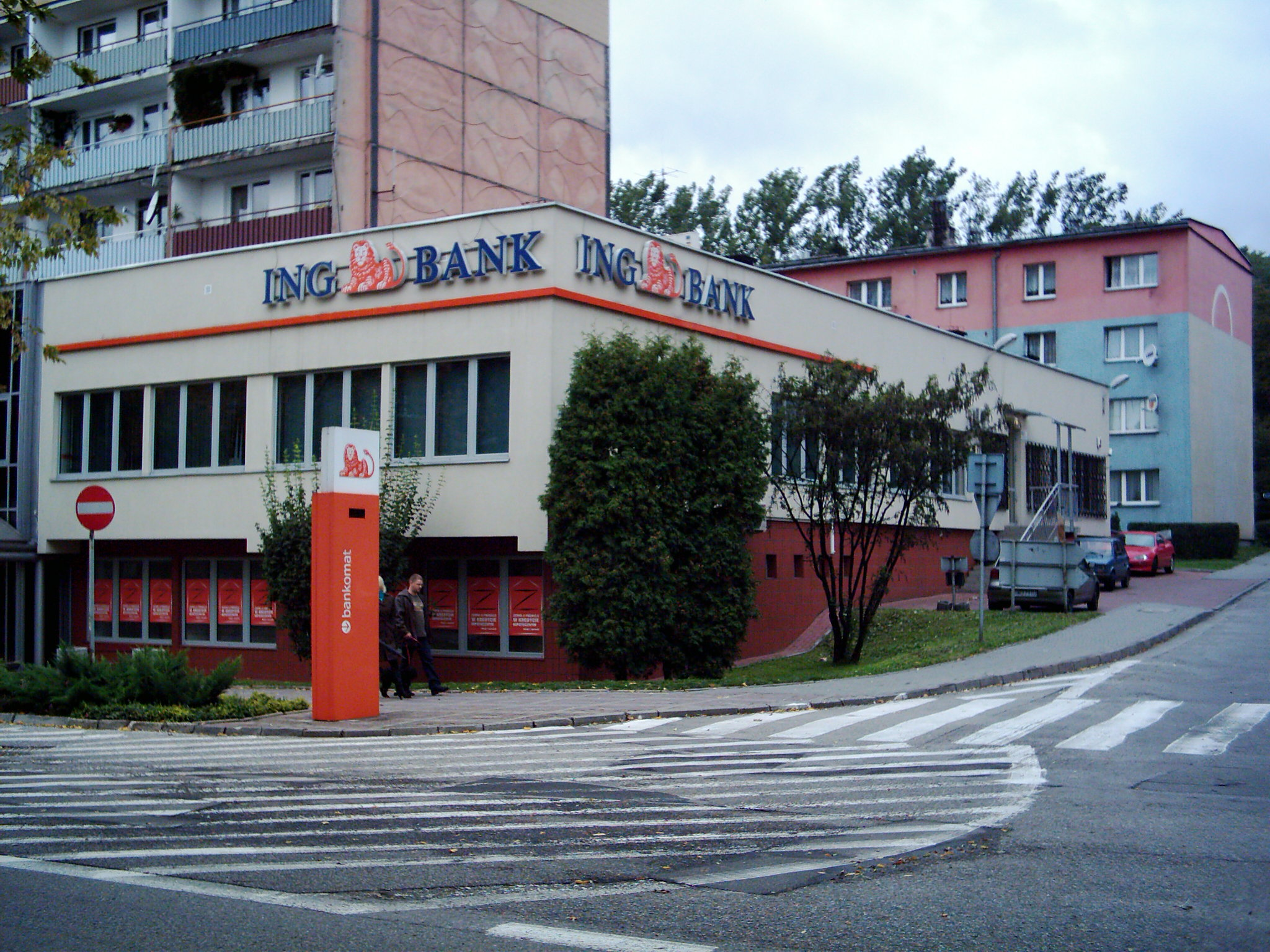
Oddział ING Banku w Wodzisławiu Śląskim przy ulicy Kubsza
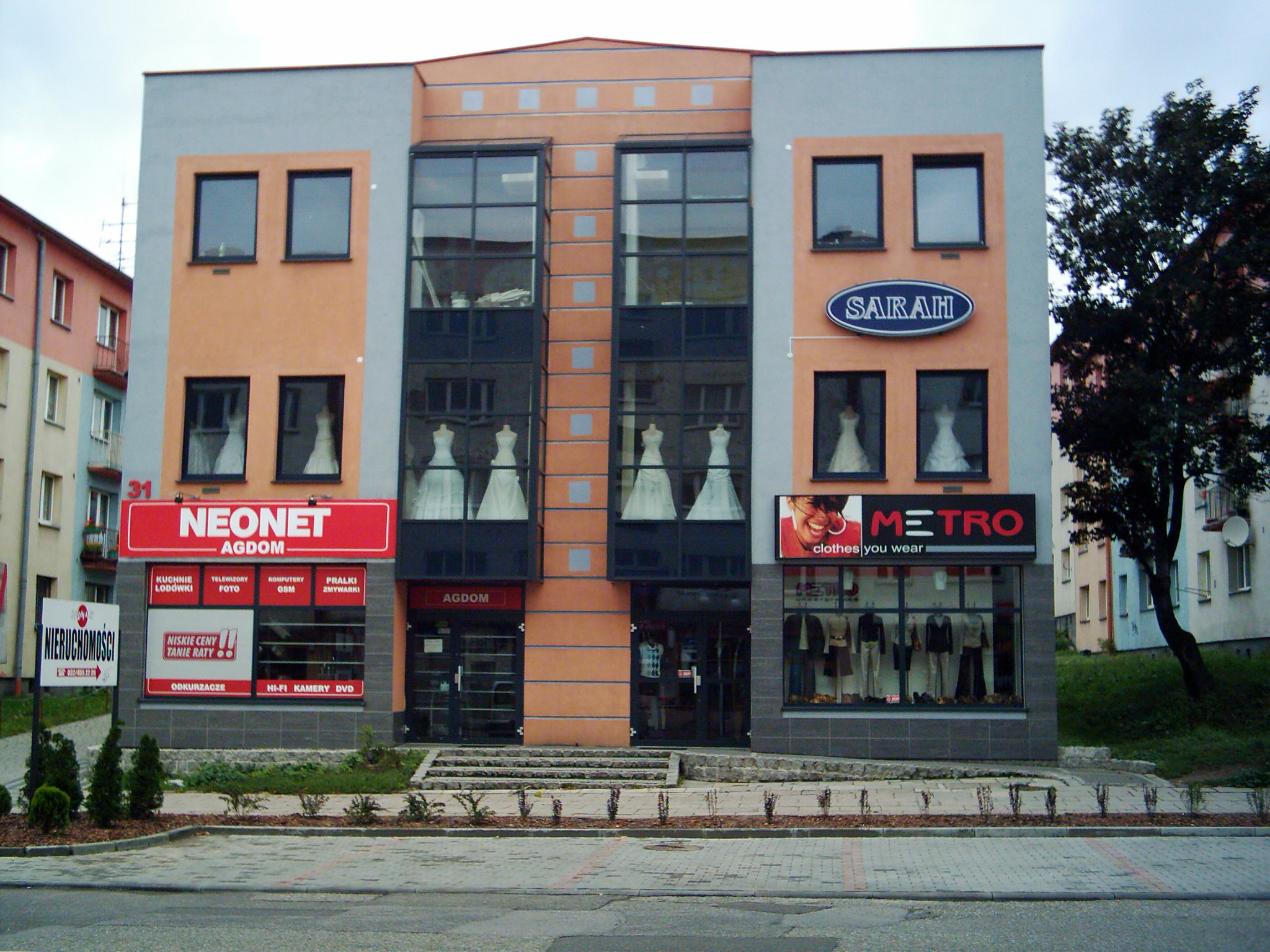
Pawilon Handlowy na ul. Kubsza w Wodzisławiu Śląskim
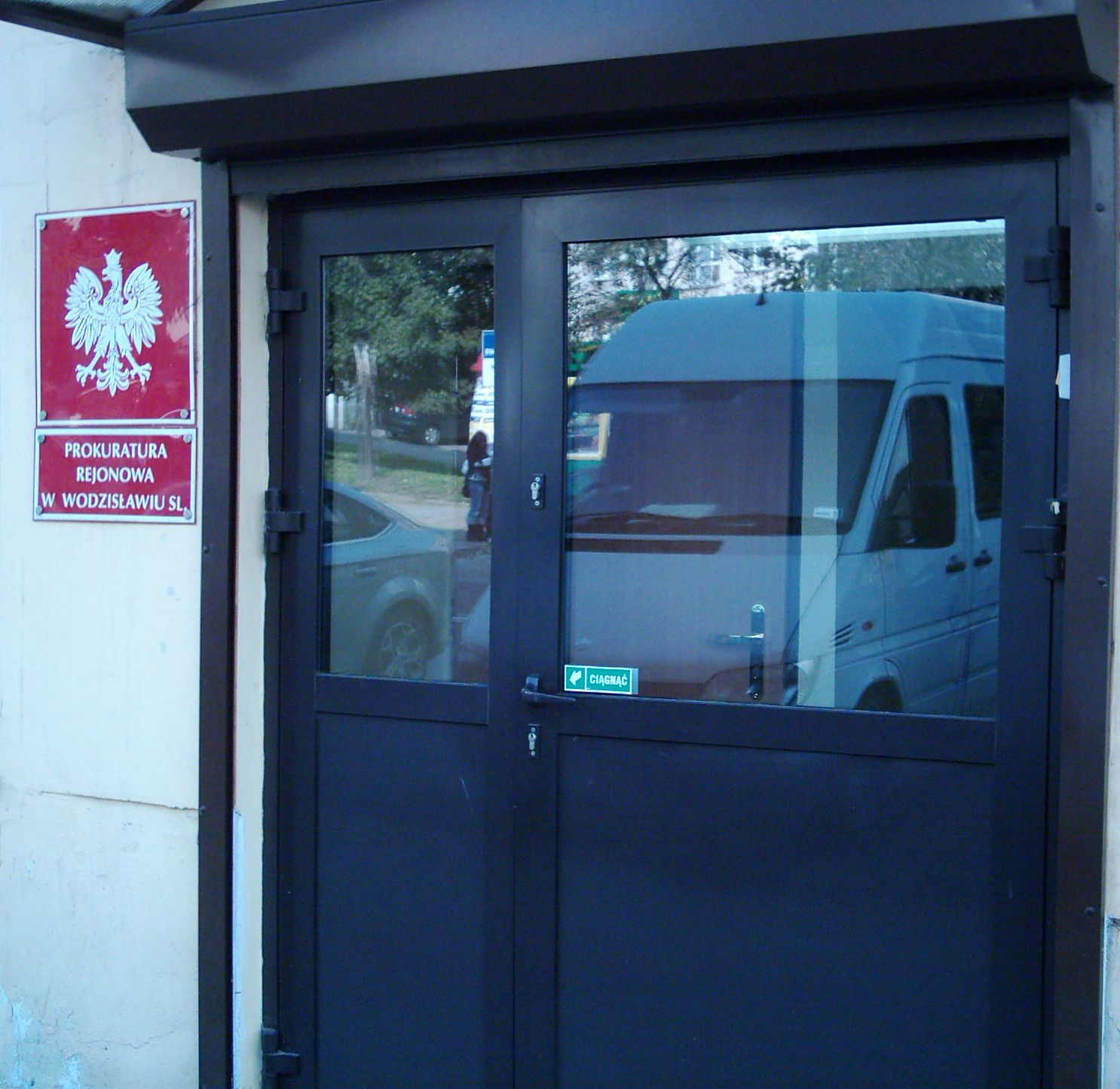
Prokuratura Rejonowa przy ulicy Kubsza 28B
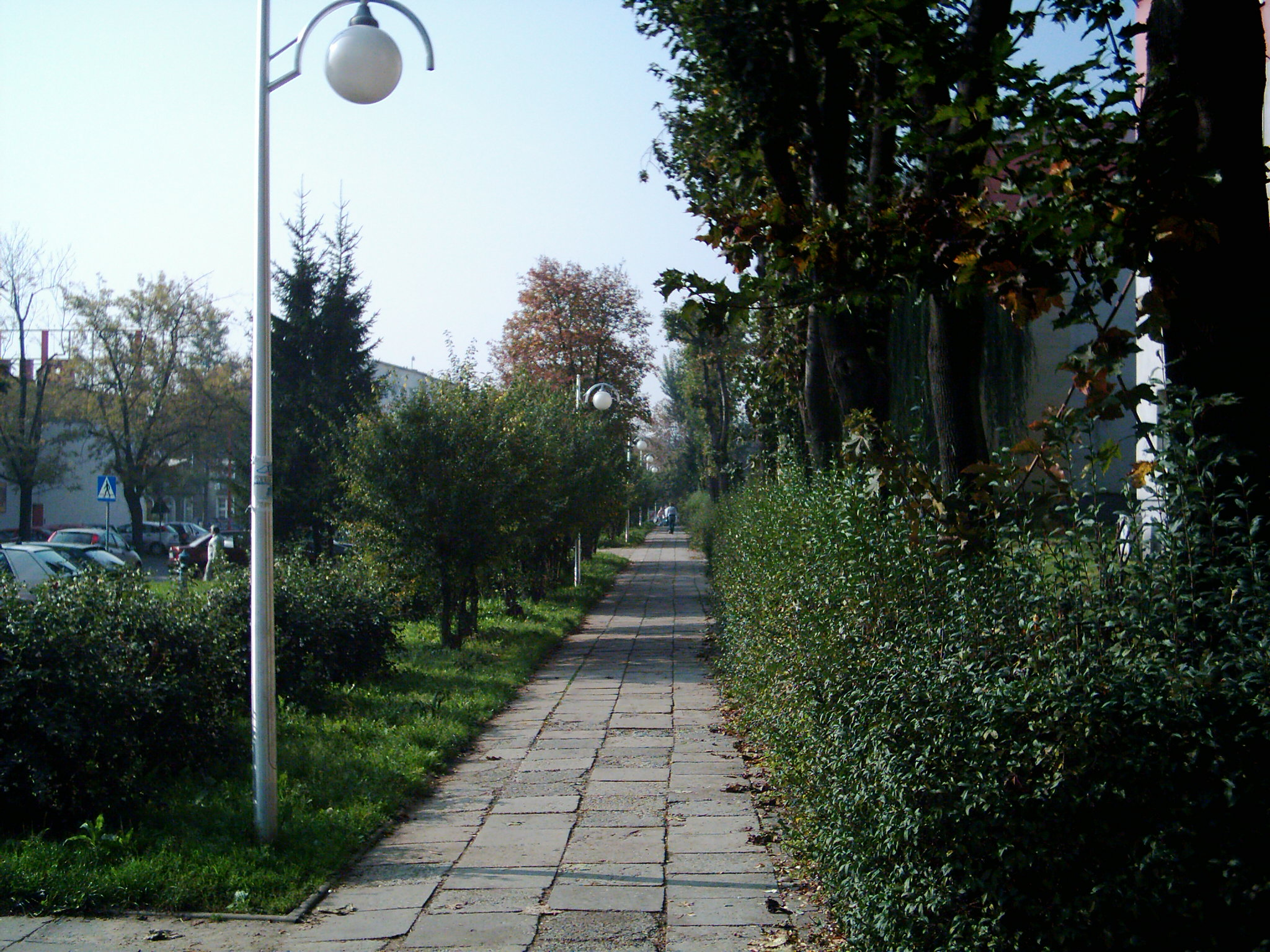
Deptak przy ulicy Kubsza
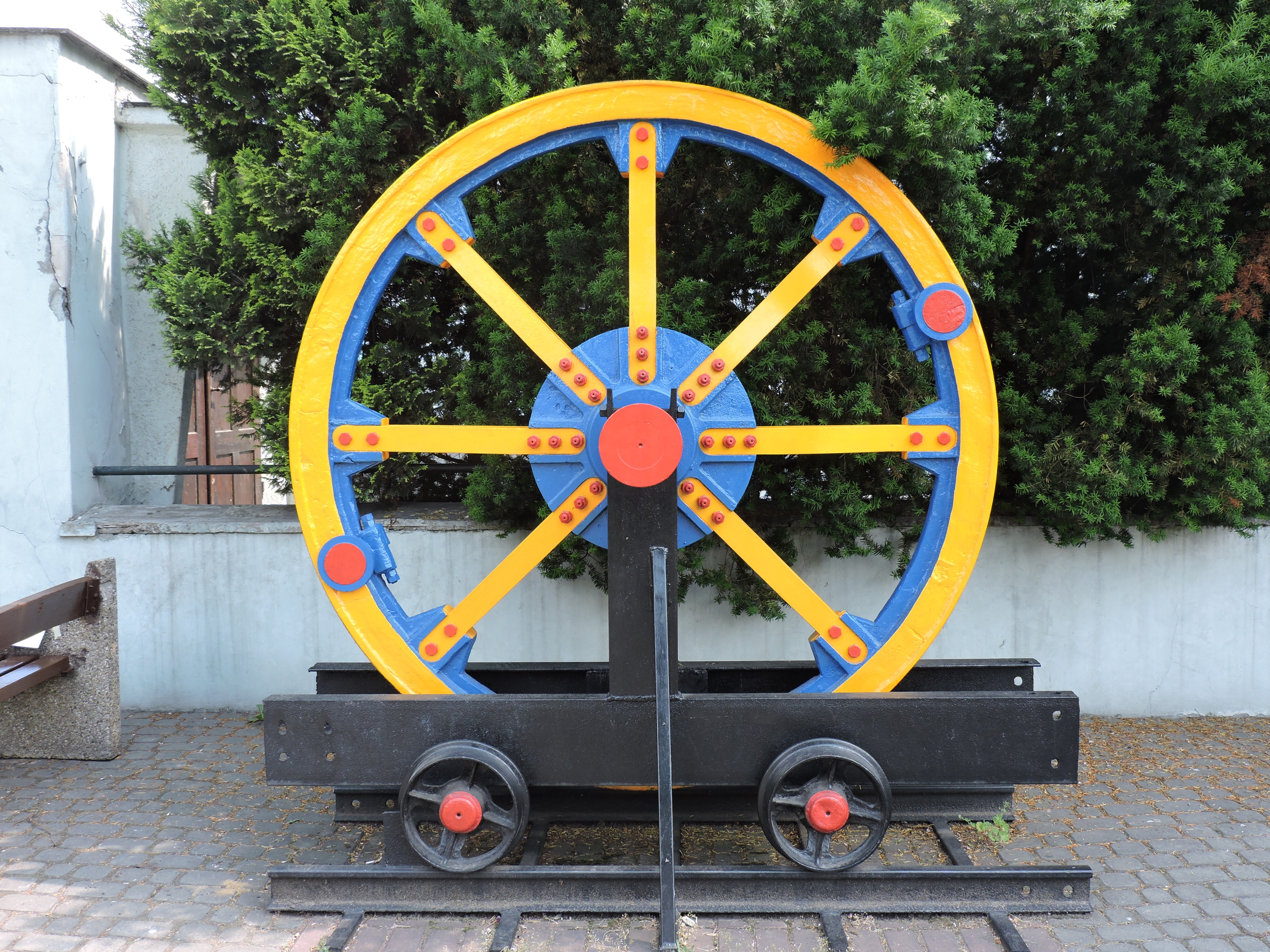
Koło wyciągowe z szybu KWK 1 Maja, obok WCK przy ulicy Kubsza
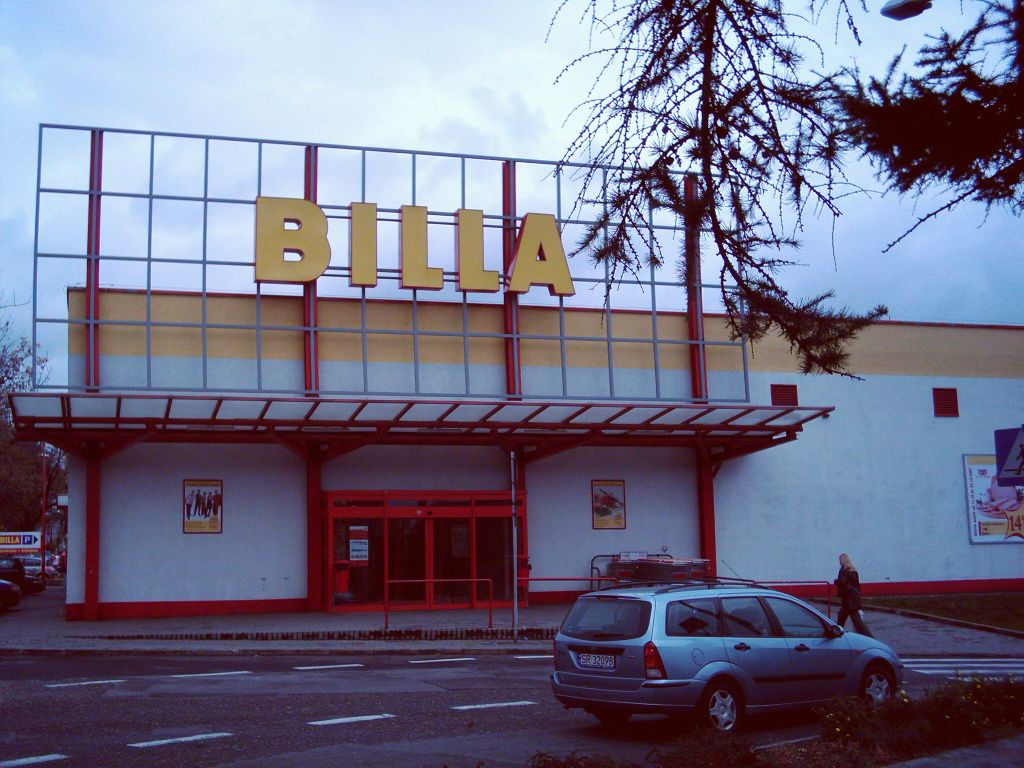
Supermarket Billa przy ulicy Kubsza